# Enjoy Movies
Enjoy Movies fue una productora de cine rusa fundada en 2010 por Sarik Andreasyan, su hermano Gevond Andreasyan y el productor Georgy Malkov. La compañía tiene su sede en Moscú.
La primera película de la productora se estrenó en septiembre de 2011. En 2012, Enjoy Movies estrenó con gran éxito cinco largometrajes, lo que permitió a la compañía obtener aproximadamente el 25% de cuota de mercado y ganó $27,9 millones, diez veces más de lo invertido en la producción de una película y entró por méritos propios en el Top 10 de las productoras de cine rusas en 2012.
El 20 de mayo de 2013, durante el Festival de Cannes, Enjoy Movies anunció la creación de Glacier Films, una alianza con Hayden Christensen y su hermano Tove Christensen. En un plazo de 3 años Glacier Films tenía la intención de llevar a cabo 11 "microproyectos" por un valor de $1,5 millones cada uno. El primer proyecto fue American Heist, película protagonizada por Hayden Christensen. Se inició en junio de 2014 y era una especie de remake de la película protagonizada por Steve McQueen y que llevaba por título "El gran robo del Banco San Luis".
En julio de 2017, Enjoy Movies anunció la presentación de un principio de quiebra. Sin embargo, en septiembre de 2017, se anunció que se habían superado los problemas de la compañía.

## Películas producidas porEnjoy Movies
| La película                          | Fecha de lanzamiento     | Taquilla | Notas  |
| ------------------------------------ | ------------------------ | -------- | ------ |
| La Embarazada                        | 8 de septiembre de 2011  | $8.3 M   | [ 5 ]  |
| Las mamás                            | 1 de marzo de 2012       | $7.8 M   | [ 6 ]  |
| Algún Descuidado Amigo               | 15 de marzo de 2012      | $11.3 M  | [ 7 ]  |
| Niñeras                              | 26 de abril de 2012      | $5.7 M   | [ 8 ]  |
| Guardia en Garantía                  | 27 de septiembre de 2012 | $4,8 M   | [ 9 ]  |
| Voy a estar Junto a Tu Lado          | 6 de diciembre de 2012   | $38,000  | [ 10 ] |
| ¡Feliz Año Nuevo, mamás!             | 27 de diciembre de 2012  | $12.7 M  | [ 11 ] |
| El Doble                             | 10 de enero de 2013      | $7,2 M   | [ 12 ] |
| Que eran Los Hombres del Mundo       | 28 de febrero de 2013    | $11.3 M  | [ 13 ] |
| La suerte de la Isla (en producción) | 5 de diciembre de 2013   | –        | –      |
| Amigos De Los Amigos ...             | 1 de enero de 2014       | –        | –      |
| American Heist                       | Ene-2015                 | –        | –      |
| Tutores                              | Feb-2017                 |          | –      |